# Parc naturel régional de la Martinique
Le parc naturel régional de la Martinique est un des 54 parcs naturels régionaux français, créé le 10 septembre 1976. D'une superficie d'environ 63 000 ha, son territoire englobe 32 des 34 communes de l'île de la Martinique et concerne environ 100 000 habitants.
Le PNR préserve l'un des 34 points chauds de biodiversité de la planète, l'archipel des Antilles, répertorié comme tel en raison du fort taux d'endémisme dans les îles et des menaces qui pèsent sur ce trésor de biodiversité.
Les volcans et forêts de la montagne Pelée et les pitons du Nord de la Martinique, qui font partie du parc, sont inscrits au patrimoine mondial de l'Unesco en 2023.

## Historique
Le territoire a été classé parc naturel régional le 10 septembre 1976. La même année, la presqu'île de la Caravelle est classée en réserve naturelle nationale.

## Périmètre et zonage

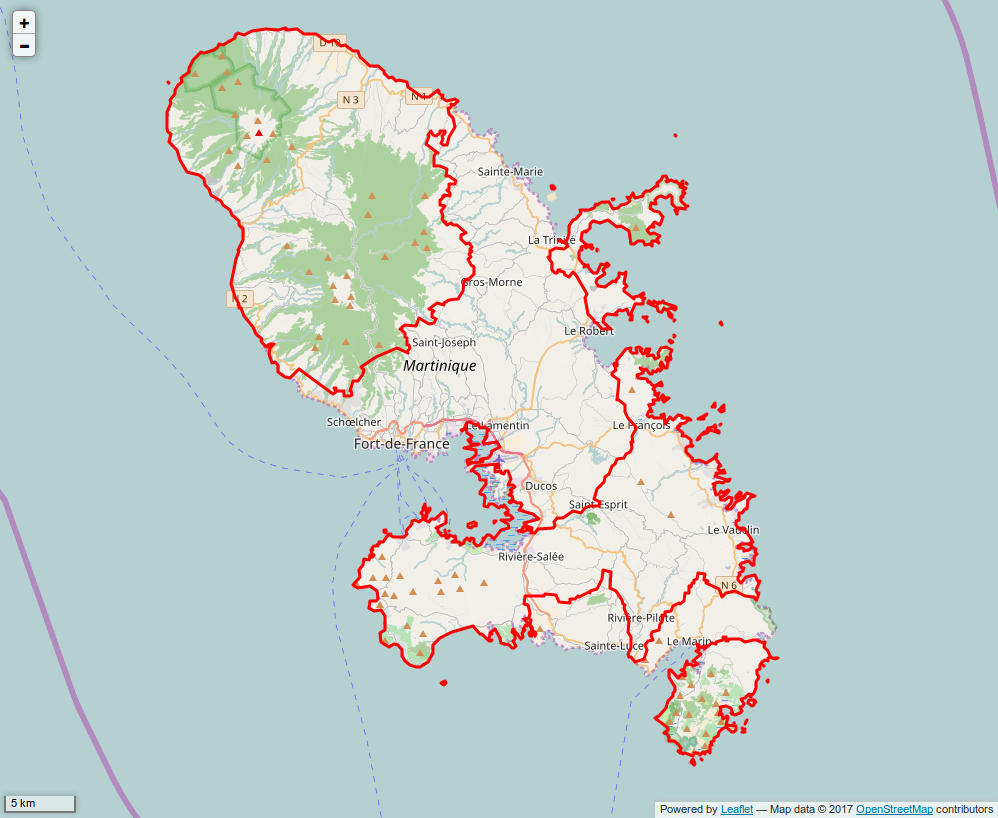
Périmètre du PNR.

Le parc naturel régional est découpé en quatre sous-ensembles indépendants géographiquement les uns-des-autres.

### Liste des communes
Le parc naturel régional compte 32 communes sur les 34 de la Martinique, dont 15 ne sont que partiellement classées.

### Les aires protégées

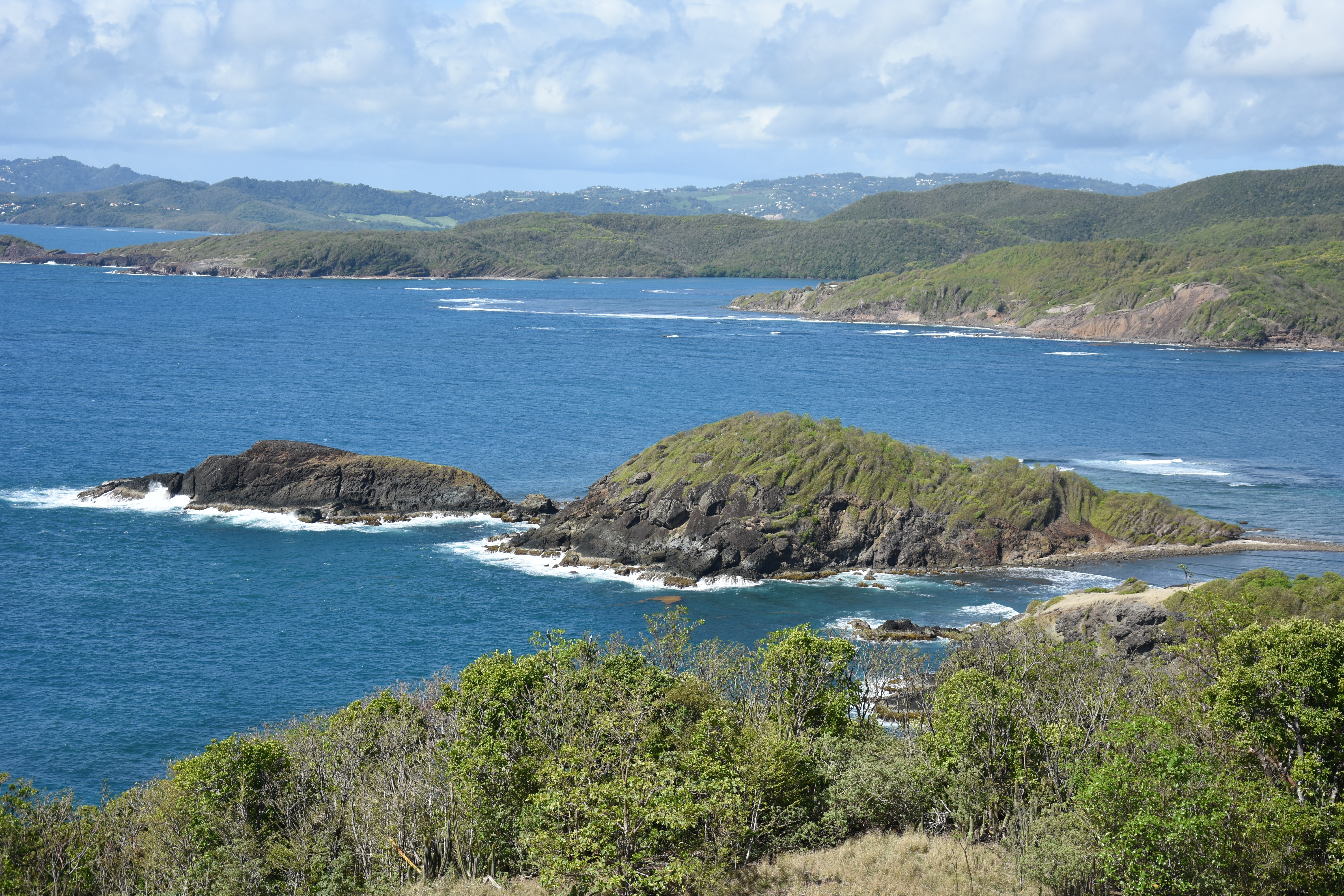
Pointe de la Caravelle, Trinité

La réserve naturelle nationale de la presqu'île de la Caravelle et la réserve naturelle nationale des îlets de Sainte-Anne ont été créées respectivement en 1976 et 1995. La première est gérée par le PNR et la seconde est gérée conjointement par le parc et l'ONF.
L'étang des Salines est classé comme site ramsar.
Les îlets de la Perle, la citadelle et les eaux côtières, au nord-ouest de la Martinique forment une réserve naturelle régionale appelée « réserve marine du prêcheur - Albert Falco ». Sur le versant nord de la montagne Pelée 2 301 ha de forêt sont classés comme réserve biologique intégrale, depuis le 28 avril 2007 sous la gestion de l'ONF,.
Sur l'île de la Martinique 24 sites sont protégés par des arrêtés préfectoraux de protection du biotope, quatre sites sont classés et onze inscrits.

## Gestion
Le PNR de la Martinique a son siège à la maison du parc,

Annexe Monsigny.

Avenue des Canéficiers

BP 437

### Organisme d'administration
Les parcs naturels régionaux sont administrés par des syndicats mixtes qui réunissent, dans celui de la Martinique des représentants des élus de la collectivité de Martinique et des communes.
En 2020, le président du syndicat mixte est Louis Boutrin.

### Programmes et activités

#### Inscription au patrimoine mondial de l'UNESCO
Les volcans et forêts de la montagne Pelée et les pitons du Nord de la Martinique, qui font partie du parc naturel régional, sont inscrits au patrimoine mondial de l'Unesco, depuis le 16 septembre 2023. L'ensemble montagneux d'origine volcanique représente 12 % du territoire de la Martinique. Il s'agit du 7e bien naturel français à figurer au patrimoine mondial de l'Unesco. L'inscription au patrimoine mondial pourrait également avoir des retombées touristiques et économiques, augmentant le nombre de visiteurs de 30 à 40 % sur l'île selon le parc naturel de la Martinique,. Ce classement permet également la protection de plusieurs espèces animales menacées parcourant le site.

#### Label zéro chlordécone
Fortement touché par le scandale du Chlordécone, le parc naturel régional a imaginé un label garantissant l'absence de chlordécone dans les produits alimentaires. Le 11 octobre 2019, une application pour smartphone a été lancée, celle-ci permet aux consommateurs de vérifier la traçabilité des produits labélisés « zéro chlordécone ».

#### La marque parc
La « marque parc » labellise, depuis 2012, le miel, la viande d'agneau et le manioc, trois filières pour lesquelles a été mise en place une politique de contrôle de qualité et de valorisation.

#### opération de ramassage des déchets
Tous les mois depuis 2012, des opérations de ramassage des déchets sont organisées sur des sites du littoral le samedi matin. Ces opérations baptisées « Touloulou » réunissent en moyenne 50 participants bénévoles à chaque édition.

## Patrimoine naturel et biodiversité
La situation insulaire et sa localisation sous les tropiques ont favorisé la diversification des espèces en Martinique et corollairement un fort taux d'endémisme sur l'île.

### Diversité de la faune et de la flore
Dix-sept espèces de mammifères terrestres ont été recensées en Martinique, à leurs côtés 21 espèces de reptiles et 6 espèces d'amphibiens occupent les milieux variés de l'île aux fleurs. Parmi les arthropodes, les naturalistes ont identifié 16 espèces de crustacés, une centaine d'araignées et mygales, 1 139 espèces d'hexapodes dont 30 espèces d'odonates, 40 de lépidoptères rhopalocères ou papillons de jour, plus de 300 lépidoptères hétérocères (papillons de nuit) et au minimum 14 espèces d'hyménoptères apoidea selon une étude préliminaire, ainsi qu'au moins 18 espèces de coccinelles.
La Martinique compte plus de 60 espèces d'oiseaux nicheuses. Les îlets de Sainte-Anne sont le lieu de nidification d'oiseaux marins emblématiques comme le phaéton à bec rouge, la sterne bridée, le puffin d'Audubon, le noddi brun ou la sterne fuligineuse.

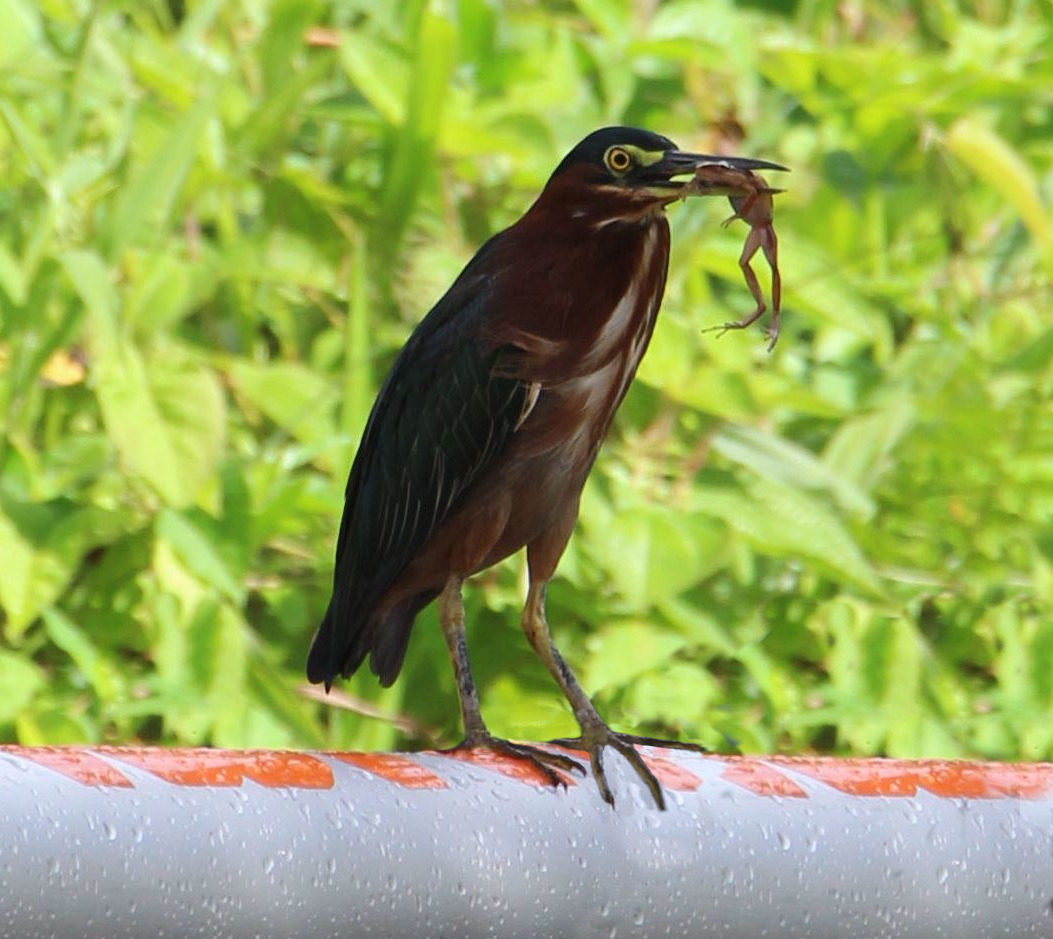
Kayali (Butorides virescens)
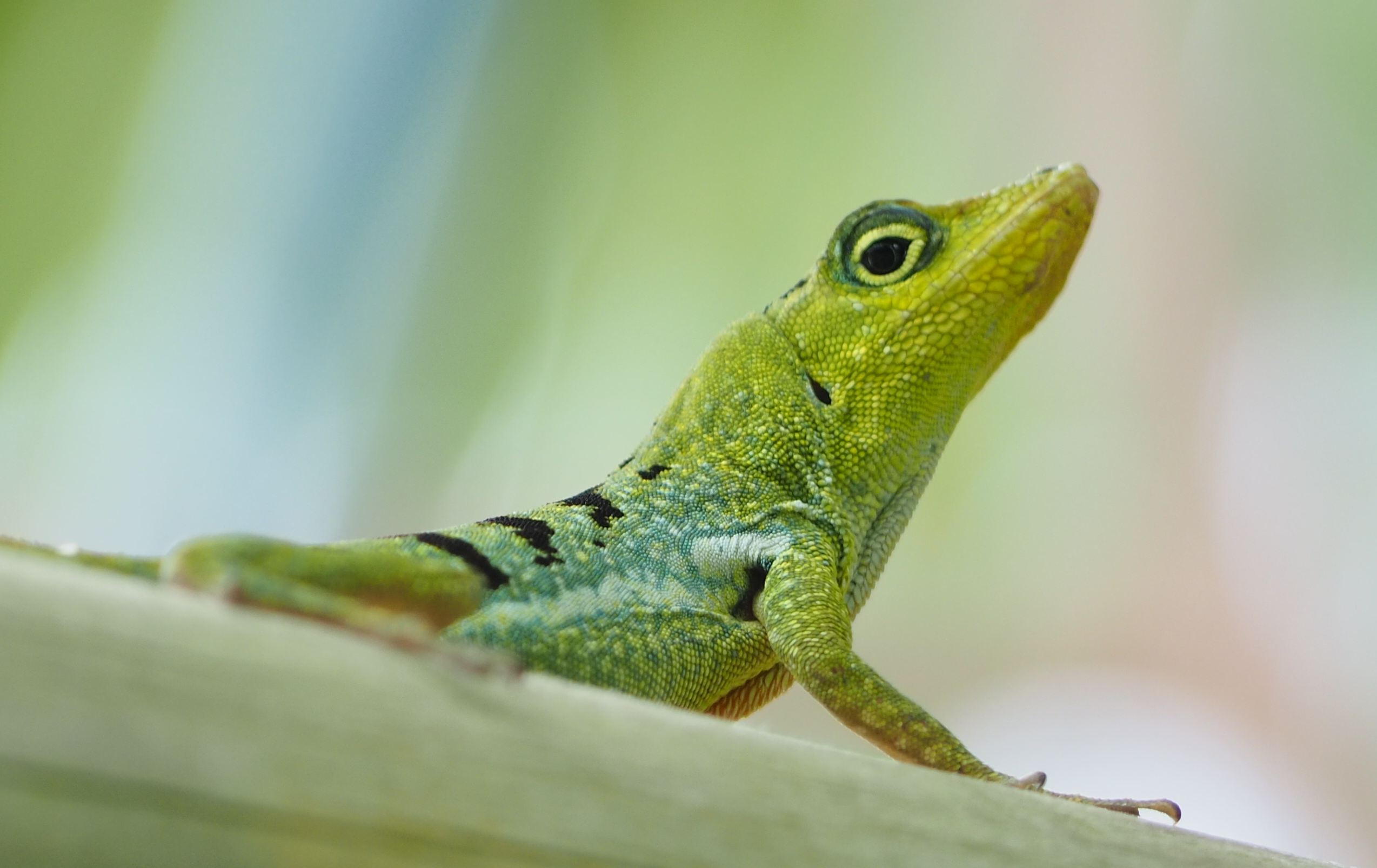
Anolis
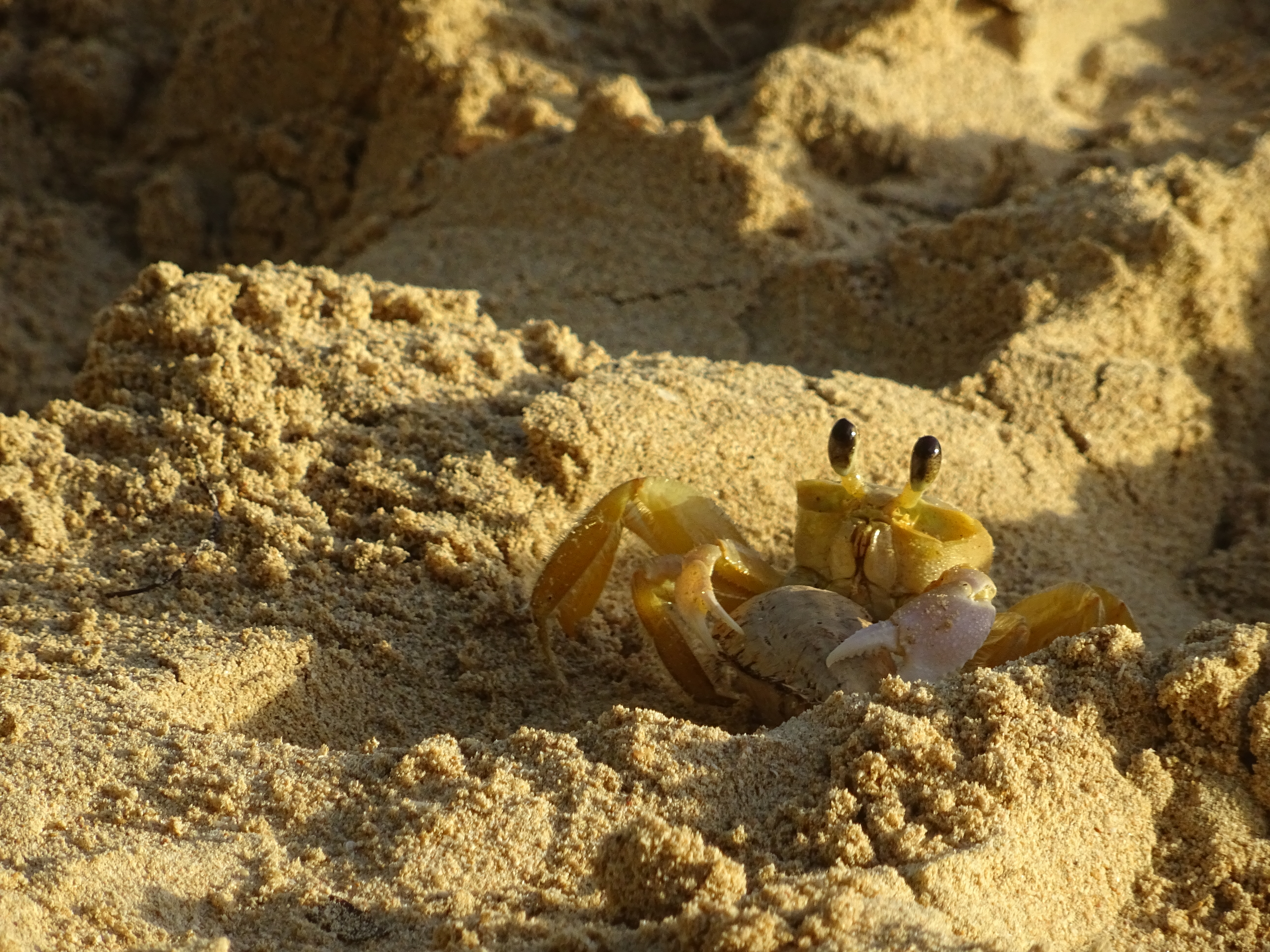
Crabe soleil
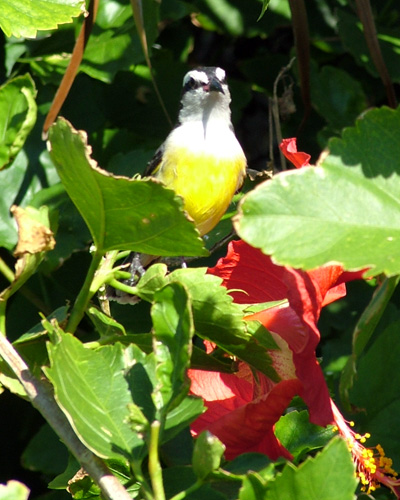
Sucrier

On recense en Martinique 396 espèces d'arbres dont 20% sont endémiques des Petites Antilles, ce qui en fait l'île la plus riche pour ce groupe. En 2010, 56 étaient en danger d'extinction locale et 12 en danger d'extinction totale. Plus généralement l'île compte 1238 spermatophytes et 259 ptéridophytes autochtones. Sur l'ensemble des spermatophytes, 39 espèces sont endémiques de cette île, 177 des petites Antilles et 172 des Antilles

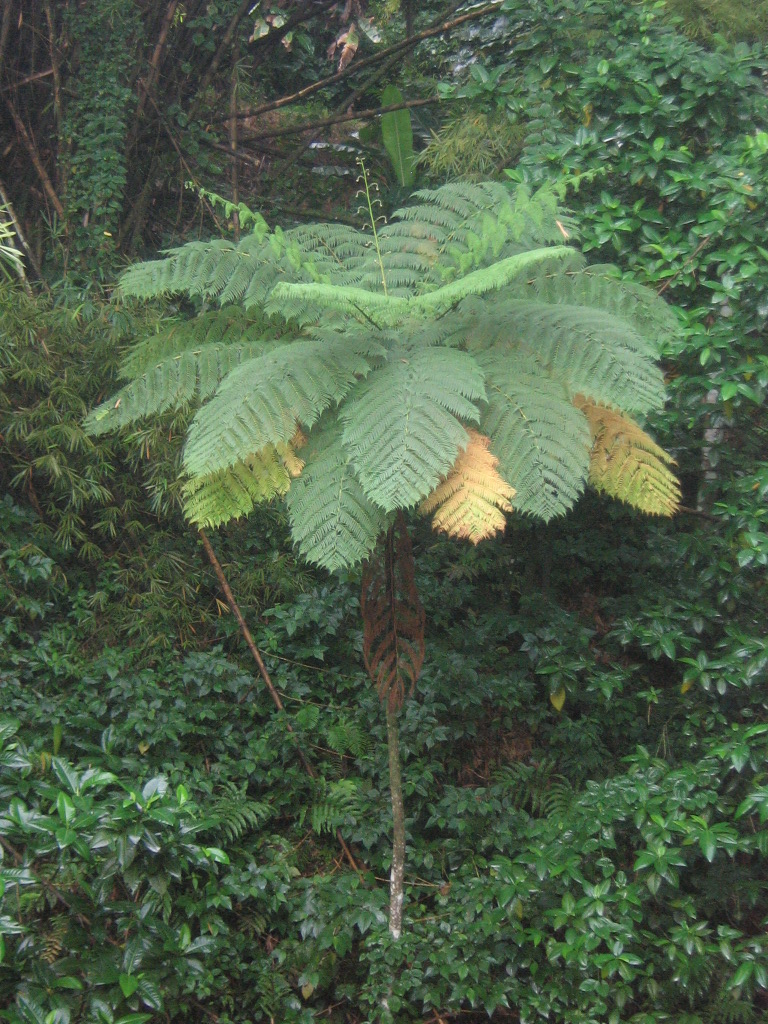
Fougère arborescente dans le nord de l'île.
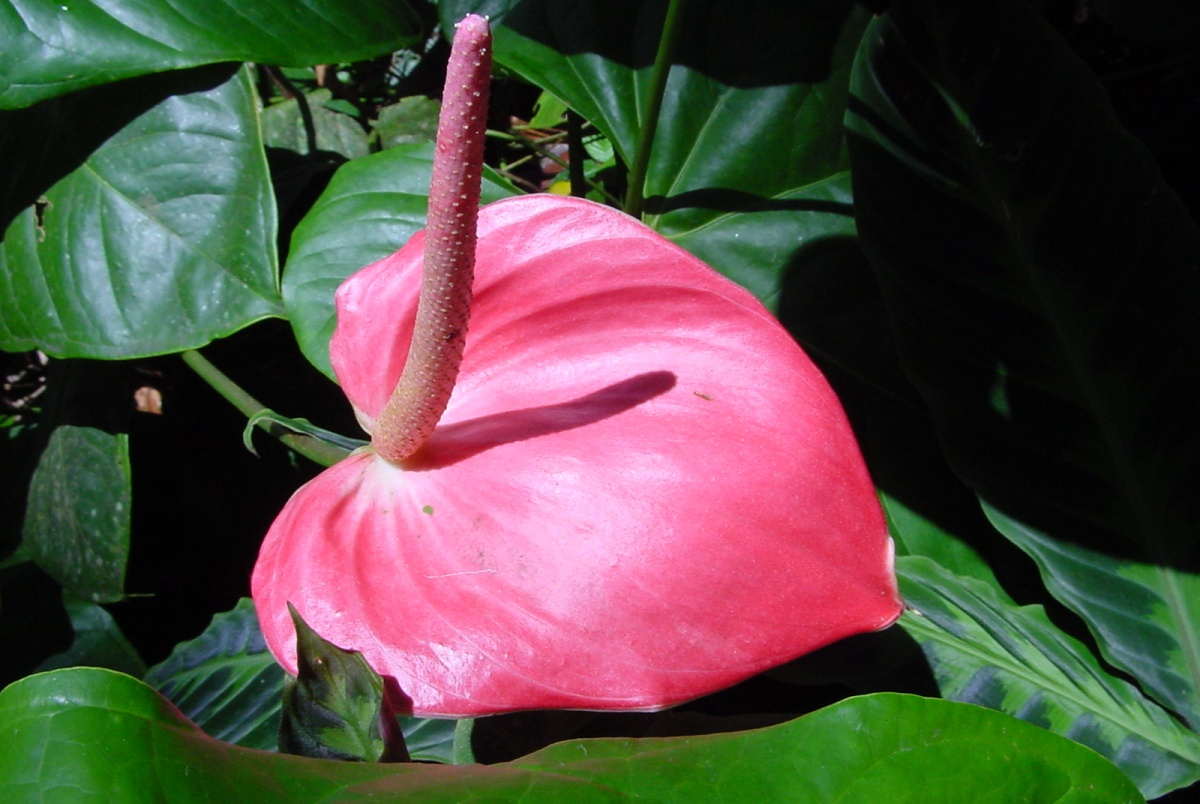
Anthurium au jardin de Balata (plante poussant dans la forêt martiniquaise).
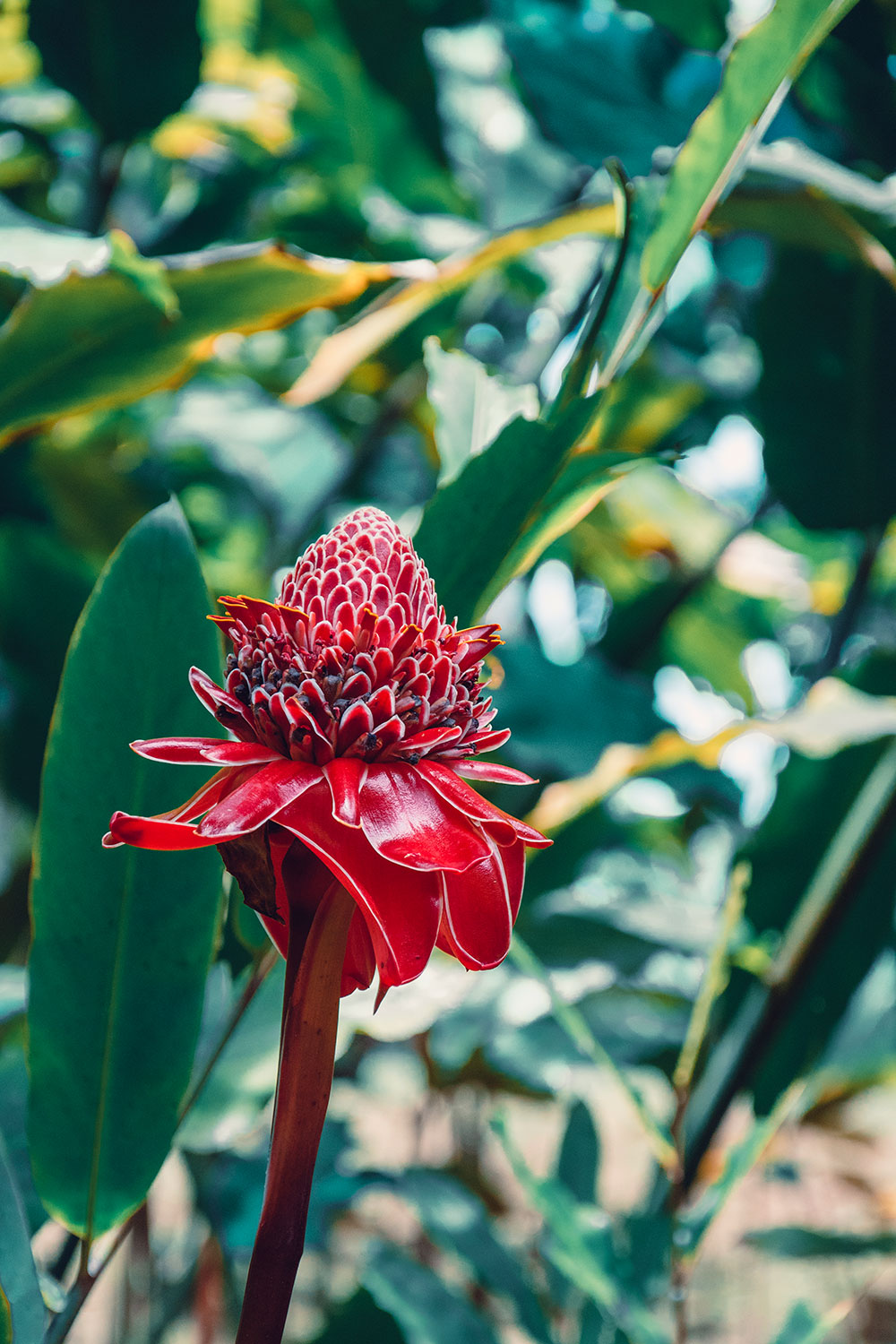
Rose de porcelaine

### Espèces endémiques

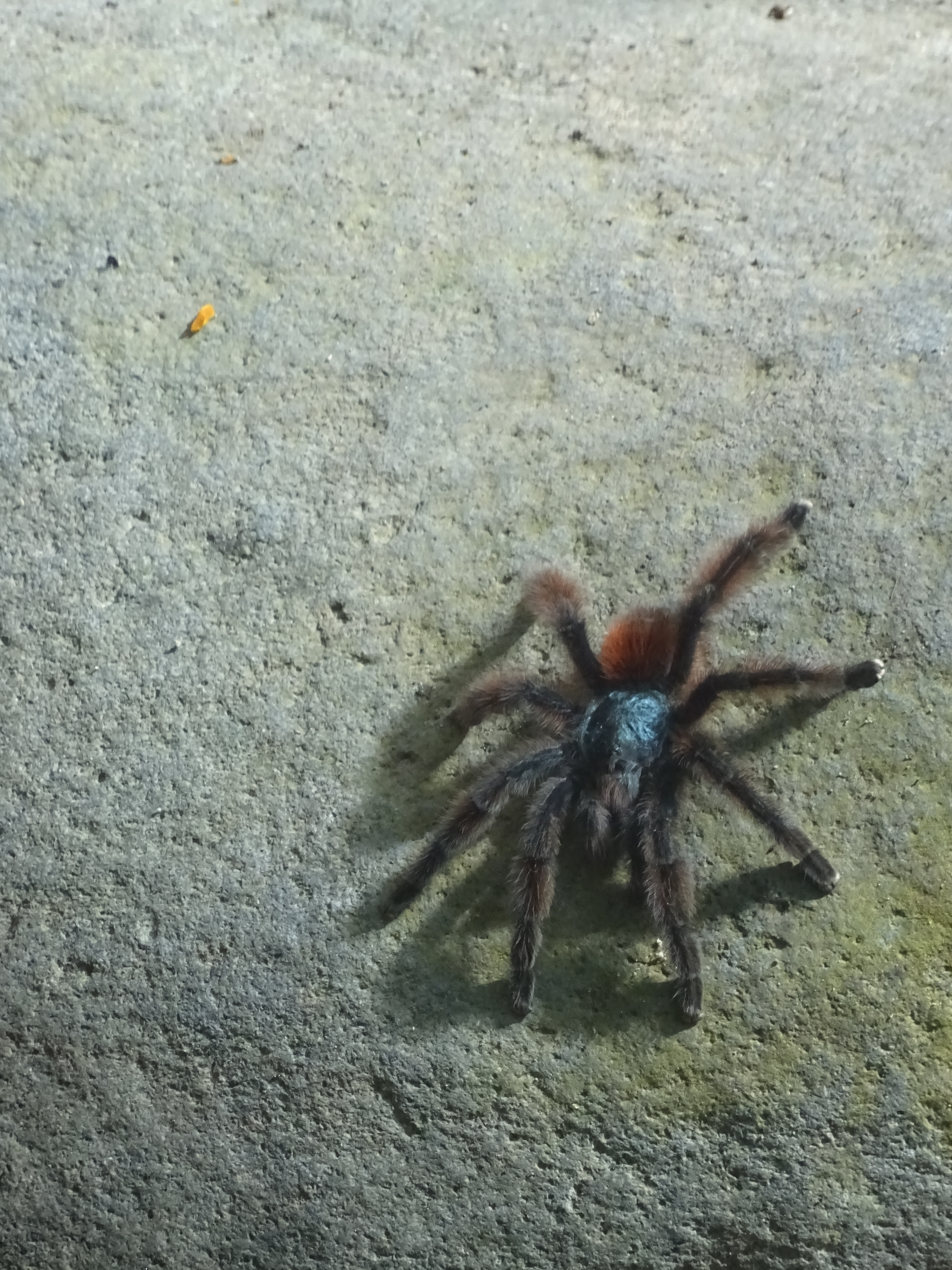
Caribena versicolor ou Matoutou falaise

Le moqueur gorge-blanche est un oiseau endémique à la Martinique, où sa présence est restreinte à la forêt sèche de la presqu'île de la Caravelle, et à Sainte-Lucie. La deuxième espèce endémique de l'île est l'Oriole de Martinique connu localement sous le nom de « Carouge » de la famille des Icteridae.
Enfin une chauve-souris endémique Myotis Martiniquensis ou « Murin de Martinique » partage le ciel nocturne, mais aussi diurne, avec 11 autres espèces de ce groupe.
L'Iguane des petites Antilles (Iguana delicatissima) est endémique de la Martinique, de la Guadeloupe, de Saint-martin et de quelques îles plus petites. Cette espèce est considérée comme vulnérable par l' UICN, elle est menacée entre autres par l'hybridation avec Iguana iguana, l'Iguane vert, une espèce exotique envahissante en Martinique. Bien qu'aucun cas n'ai été répertorié sur cette île en particulier, il a longtemps été chassé pour la consommation humaine.
Allobates chalcopis est une espèce de grenouille endémique de la montagne Pelée.
Le Matoutou falaise ou mygale aviculaire antillaise est une espèce endémique de mygales arboricoles. Les jeunes individus sont bleu foncé striés de noir sur l'abdomen. Les adultes se repèrent à leur abdomen rouge vif décoré d'une tâche rose, leurs pâtes sont roses violacé et ils atteignent une envergure de 15 cm. Il est déconseillé de toucher ces mygales car leurs soies sont urticantes.
95 espèces d'insectes (ou plus généralement d'hexapoda) seraient endémiques strictes de la Martinique. On peut citer entre autres, Castnia pinchoni pour les papillons de jour (ici un Hétérocère diurne, non un rhopalocère).
La broméliacée épiphyte aechmea reclinata est une espèce végétale endémique, elle a été découverte très récemment par les botanistes du PNR de la Martinique. Elle a perdu une grande partie de son aire de distribution à cause du défrichement illégal de la forêt où elle poussait.

### Espèces éteintes ou localement disparues
Selon l'UICN, cité dans la charte du parc, onze espèces ont disparu de Martinique, parmi lesquelles le Lamentin, l’Ara (endémiques aux deux îles de la Guadeloupe et de la Martinique), l'Amazone de la Martinique, la Chevêche des terriers et le Boa constrictor

### Espèces exotiques envahissantes
Au total, 38 % de la faune vertébrée auraient été introduites par l’homme. Toutes ces espèces sont considérées comme néfastes et certaines posent déjà des problèmes à la faune locale.
Dans les zones humides plusieurs plantes exotiques se sont installées comme la jacinthe d'eau, Pistia stratiotes, Hydrilla verticillata  et Salvinia molesta .
|                                       |                                 |
| Iguana delicatissima espèce endémique | Iguana iguana espèce introduite |

## Patrimoine géologique
L'île de la Martinique est principalement d'origine volcanique, sa formation s'est principalement déroulée en trois étapes de volcanisme :
1. Arc ancien, pendant l'éocène-oligocène, soit il y a 25 Ma à 21 Ma, dont les seules traces en Martinique s'observe sur les presqu'îles de la Caravelle et de Sainte-Anne ;
2. Arc intermédiaire entre -17 Ma et -7Ma pendant la période géologique miocène ;
3. La construction de l'Arc récent, qui a débuté il y a 5,5 Ma (plio-pléistocène) et se poursuit jusqu'à aujourd'hui. Avec notamment la Montagne Pelée entrée en activité il y a 126 000 ans et responsable des éruptions les plus récentes, en particulier en 1902.

Ainsi l'érection de la Martinique fournit une synthèse de la formation des petites Antilles en une seule île.
Sur les 43 sites du patrimoine géologique identifiés par le Bureau de recherches géologiques et minières en Martinique, 34 se trouvent dans le périmètre du PNRM.

## Paysage, milieux

### Paysages contrastés du Nord au Sud
Les paysages de la Martinique sont classés en six ensembles eux-mêmes découpés en 27 habitats. Le parc naturel régional comprend des parties de chacun des six ensembles paysagers.
En premier lieu, se distinguent, par leur topologie un espace au nord et un autre au sud délimités par une ligne, légèrement incurvée vers le sud-sud-est, de Fort-de-France sur la côte caraïbe à Trinité face à l'Atlantique :
Au nord, les pentes sont escarpées et les monts grimpent jusqu'à des hauteurs pouvant dépasser les 1 000 m, avec un point culminant à 1 397 m : la montagne Pelée. Les montagnes sont creusées de profondes ravines. On y observe une végétation forestière dense, accompagnée de culture exigeante en eau comme la banane.
Au sud les formations géologiques étant plus anciennes, la topographie est moins élevée, ne dépassant qu'en un point les 500 m, les côtes sont plus découpées, des roches sédimentaires sont visibles entre les basaltes anciens. Les habitats sont plus agricoles et partagés entre l'élevage et la culture de canne à sucre.

### Zones humides
En 2012, sur l'ensemble de l'île de la Martinique, 1230 zones humides étaient recensées, catégorisées en 156 « écosystèmes », elles s'étendent sur une surface totale de 2 700 ha. Ces milieux peuvent être d'origine artificielle ou naturelle, l'eau peut être présente toute l'année ou uniquement en saison humide, elle peut être douce ou salée ou encore saumâtre (ici saumâtre signifie le plus souvent sous-salée).
Une végétation dite hygrophile est associée à ces milieux qui abritent par ailleurs une faune variée et sont notamment une escale privilégiée pour l'avifaune. En 2015, lors du dernier recensement, ce sont 2276 mares, marais, étang, ripisylves, lagunes et mêmes bassins d'aquaculture ou d'épuration d'intérêt écologique qui ont été répertoriés.

### Focus sur la mangrove
Dans la zone de balancement des marées, un groupe d'arbres, appartenant à des lignées taxonomiques distinctes, connus sous le nom de Palétuviers, forment la mangrove, une véritable forêt sur piloti. En Martinique cet écosystème s'étend sur 1800 à 2 100 ha, les plus importantes surfaces étant localisées dans la baie de Fort-de-France (côte caraïbe à l’ouest) pour environ 1100 ha et à l’est, en baie du Galion (commune de La Trinité).
La composition floristique est semblable à celle observée en Guadeloupe pour ces sites avec une organisation en trois ceintures : Palétuvier rouge au plus près de la mer, puis palétuvier noir et enfin blanc et gris.
Parmi les arbres patrouillent les aigrettes neigeuses, hérons verts Kayali et autres aigrettes bleues, représentants de la riche avifaune observable dans cet écosystème.
Le site de la « baie de Génipa », dans une extrémité sud-est de la baie de fort-de-France, abrite à lui seul 93 espèces d'oiseaux. Il représente 65 % des mangroves de la Martinique avec 153 espèces végétales comptabilisées. La parc naturel régional a pour projet de faire classer la baie comme réserve naturelle régionale.
Dans les deux localités précédemment citées le substrat est argileux. Il existe également des massifs de mangrove sur substrat argilo-sableux, ils sont dispersés sur la côte atlantique et dans le sud de la Martinique, leur arrière se confond parfois avec la forêt.
Une étude des services écosystémique, parue en avril 2017, estime à 15 143 000 € la contribution de la mangrove à la pêche professionnelle, auxquels s'ajoute 63 000 € pour la « pêche vivrière ». La mangrove participe à l'attractivité du territoire et les services qu'elle fournit par le biais des hébergements, des animations et du consentement à payer de l'état pour les animations scolaires sont calculés dans la même étude. Tout aussi important sont les services de régulation : en 2013 le ministère des Outre-mer estimait à 8 064 €/ha/an le service de protection et de stabilisation côtière.

### Forêt - successions écologique représentative des petites Antilles

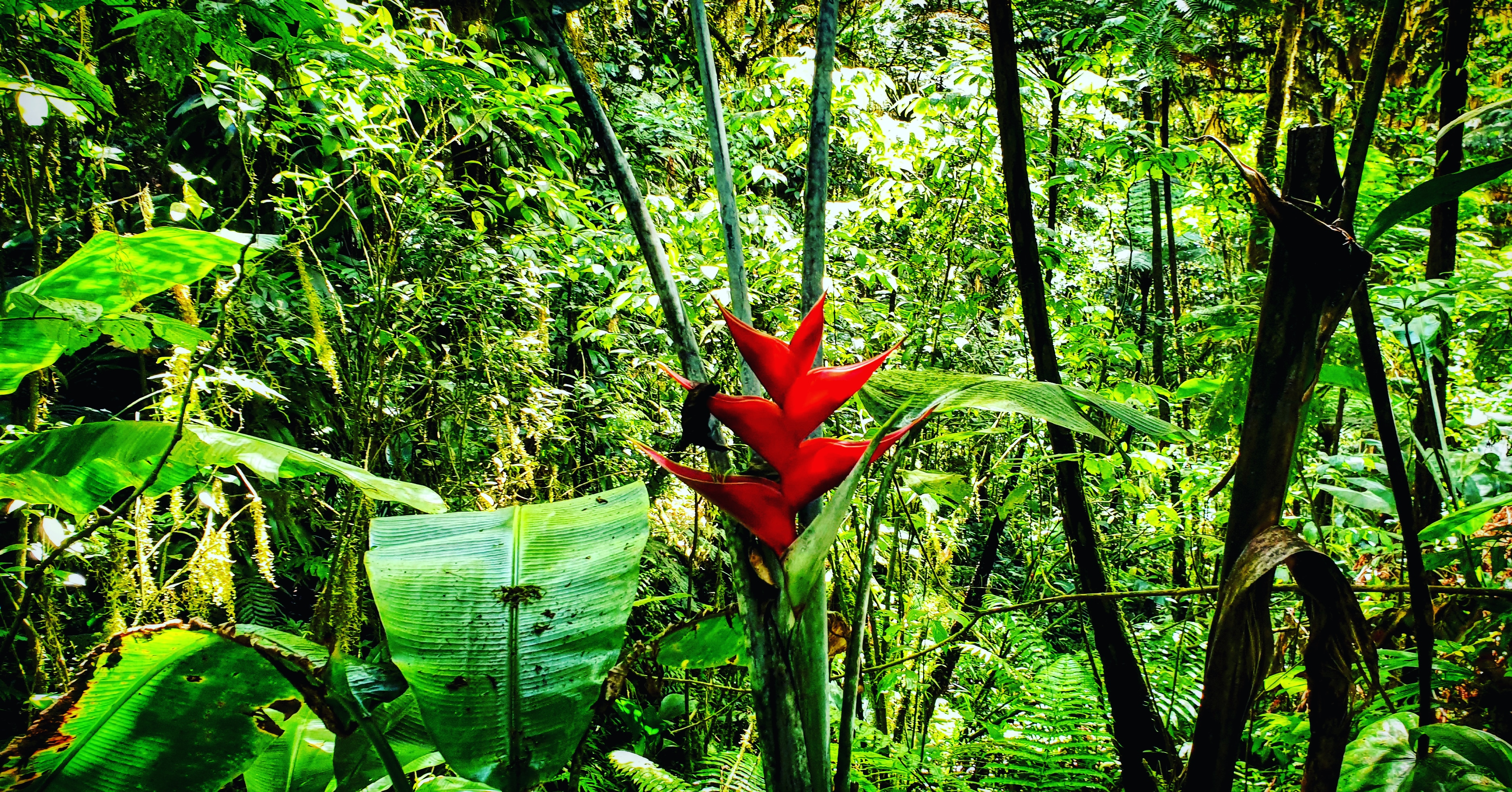
prise de vue de la forêt martiniquaise

La Martinique abrite une grande diversité de milieux forestiers. En particulier, au nord de l'île sur les flancs de la montagne Pelée et des pitons du Carbet, le couvert forestier est en grande partie continu (28 % de fragmentation) depuis le niveau de la mer jusqu'à plus de 1300 m d'altitude, il permet d'observer une succession d'écosystèmes typique des forêts des petites Antilles :
- Forêt des « elfes »
  - Forêt ombrophile tropicale de montagne
    - Forêt ombrophile tropicale
      - Forêt mésophile (forêt sempervirente saisonnière tropicale)
        - Forêt sèche
          - Forêt littorale

L'étagement de la végétation dépend de la quantité d'eau que reçoit la forêt, sur la façade atlantique il pleut davantage, ainsi la forêt tropicale humide (ombrophile descend plus bas en altitude. La forêt sèche est plus étendue sur la côte caraïbe.
La forêt du nord de la Martinique est essentiellement « primitive » (primaire). La forêt secondaire est concentrée aux étage les plus bas, jusqu'à 400m d'altitude. En raison des conditions climatiques et édaphiques dues à la pente, la forêt même âgée, n'est pas nécessairement à un stade climax.
Un vaste ensemble boisé descend en continu depuis le Morne-rose jusqu'à la mer, sur les pentes des pitons du Carbet, il est composé d'une forêt mésophile aux altitudes les plus élevées et de groupements arborés ou arbustifs plus secs aux niveaux inférieurs.
Le deuxième continuum est situé au nord de la Martinique sur les flancs abruptes du Piton Mont Conil, il est protégé par deux réserves biologiques intégrales : « Prêcheur-Grande-rivière » et « Montagne Pelée ». On y trouve des secteurs de forêt mésophile totalement primaire abritant des espèces très rares telles que Manilkara bidentata (le Balatas). Cependant, aux altitudes les moins élevées la forêt a été défrichée pour des cultures de rapport au XVIIIe siècle, puis au XIXe siècle pour la culture du cacao comme en témoigne la présence actuelle de Samanea saman, d'origine brésilienne utilisée comme plante ombrière.

#### Forêt sèche
Quelques zones relictuelles de forêt sèche ou xérophile se sont maintenues sur le littoral caraïbe de la Martinique malgré le fait que ce milieu soit très dégradé. Bursera simaruba (Gommier rouge), Ficus laevigata (figuier maudit), Tabebuia pallida et T.heterophylla (deux espèces de poirier) sont caractéristiques de la forêt sèche où la pluviométrie est comprise entre 1500 et 1 000 mm par an avec une période de sécheresse prolongée.

#### Forêt mésophile
La forêt mésophile est présente dans le nord de l'île, du littoral à 400 m d'altitude environ, ainsi que par poche dans le sud de la Martinique, c'est généralement une forêt secondaire car c'est à cet étage que se sont le plus souvent développées les cultures, dans l'histoire. On y trouve des arbres comme Simarouba amara (bois-blanc) et Inga laurina (Pois-doux).

#### Forêt ombrophile tropicale
La forêt ombrophile est aussi qualifiée de forêt humide ou hygrophile, en effet il y tombe entre 3 000 et 6 000 mm d'eau par an. Les arbres sont très élevés, pouvant atteindre les 40 m de haut, les essences caractéristiques du milieu sont le Dacryodes excelsa (le gommier blanc), Chimarrhis cymosa (Bois de rivière), Sloanea truncata (connu localement comme le « châtaignier ») ou Talauma dodeca petala (Magnolia), accompagnés de cocotiers et de fougères arborescentes. Les épiphytes sont nombreuses.

#### Forêt ombrophile de montagne
La forêt ombrophile de transition supérieure, comme elle peut également être appelée, fait comme son nom l'indique la transition avec les fourrés des étages montagnards supérieurs. Les arbres y sont en moyenne moins hauts et le couvert forestier moins dense ce qui permet un développement plus important de la strate herbacée en sous-bois. Les épiphytes y sont extrêmement abondantes : lianes, mousses, fougères... Micropholis guyanensis, Pouteria pallida dans la famille des Sapotacées ou Myrcia deflexa (Myrtacée) et Prestoea montana (un palmier), déjà présents dans la forêt ombrophile, deviennent dominants.

#### Forêt des «elfes»
Les fourrés ligneux sont qualifiés de « forêt des elfes » en raison de leur faible hauteur, ils peuvent servir de forêts à des elfes, eux-mêmes de petites tailles, et du caractère fantastique que leur confère les nuages omniprésents à ces altitudes. Ces fourrés montagnards peuvent être classés en fourrés ligneux hauts opposés aux fourrés ligneux bas et formations herbacées hautes à broméliacées.

## Patrimoine historique et culturel

### Protection du patrimoine
Le 16 septembre 2023 les pitons du Nord de la Martinique ainsi que les volcans et forêts de la montagne Pelée sont inscrits au patrimoine mondial de l'Unesco.

### Culture créole
La culture créole de la Martinique est l'héritage de multiples influences, métissage des cultures amérindiennes des Taïnos, les premiers habitants de l'île, avec les cultures occidentales et africaines. Cette culture est véhiculée par la langue créole, elle s'exprime au travers du patrimoine bâti et de savoir-faire traditionnels.
Le parc a pour ambition de favoriser la transmission de la culture avec des animations pédagogiques dans les écoles et un renforcement de l'usage de la langue dans les documentations du PNR (actions proposées dans la charte à partir de 2012).

### Artisanat local

#### Poterie
Les nombreux gisements d'argile ont été utilisés par les Amérindiens dès les premiers temps de leur présence à la Martinique. Le « Canari », le « Coco-neg » ou le « Tesson » des ustensiles de cuisine encore fabriqués aujourd'hui, grâce à la technique du colombin, sont les héritiers de cette tradition des Arawaks
Avec la colonisation, une véritable industrie se développe. Ce ne sont plus seulement les objets du quotidien qu'il faut fabriquer, mais des moules pour l'industrie sucrière, des briques et les tuiles rondes qui couvrent les toits de la Martinique. Aux Trois-Îlets, une poterie du 17e siècle est encore en activité.

#### Vannerie, tressage, fabrication de corde
Là encore, les techniques de vannerie et de tressage ont leurs origines dans les pratiques des premiers habitants amérindiens. Plusieurs plantes locales, souvent des palmiers, servent de matériaux pour des usages variés :
- L’aroman (Ischnosiphon arouma) et le cachibou (Calathea lutea) sont utilisés en vannerie, pour la fabrication de paniers par exemple.
- Le bakwa (Pandanus utilis) et le latanier (Latania lontaroides) sont tressés et assemblés en colimaçon pour fabriquer les chapeaux Bakwa. On reconnait les chapeaux coniques des pêcheurs de ceux arrondis comme des chapeaux-melons des paysans.
- Les fibres de bananiers (genre Musa) permettent de tresser des cordes autrefois utilisées pour amarrer les pirogues ou attacher le bétail.

## Peuplement et activités humaines

### Agriculture

#### Bananeraies
Les premiers bananiers sont cultivés dans les Antilles françaises au tournant des 17e siècle et 18e siècle comme plante d'ombrage pour les cultures de cacaoyers et de caféiers, alors dominantes, les herbes géantes servent également à nourrir les travailleurs de ces plantations. À cet égard, les historiens nous rappellent que par ordonnance royale, à partir de 1736 un minimum de bananiers devaient être plantés dans les plantations pour nourrir les esclaves, par ailleurs ces derniers pouvaient cultiver la banane pour leur propre bénéfice. En 1928, un cyclone met à mal les plantations de café et de cacao, les agriculteurs commencent alors à se tourner vers la culture de la banane. Puis en 1933, un transport maritime permanent se met en place avec la métropole française. Les bananeraies se développent alors largement.
Cependant, l'usage intensif de pesticides dans les bananeraies, en particulier de chlordécone, est à l'origine d'une importante pollution.
Une étude publiée en 2015, par 15 contributeurs, a évalué la biodiversité dans les bananeraies en Guadeloupe et Martinique, les résultats tendent à montrer qu’une certaine biodiversité est revenue dans ces plantations après l'arrêt de l'usage de chlordécone. C'est en particulier le cas pour la macrofaune du sol et pour les oiseaux par rapport à un autre inventaire de 2008. L'herpétofaune est très diversifiée, avec une densité plus élevée que dans les milieux forestiers. Pour les arthropodes, elle est faible par rapport aux milieux naturels. Tous groupes confondus la majorité des espèces présentes sont communes et la biodiversité dépend beaucoup des traitements phytosanitaires dans les exploitations.

#### Jardin créole
Les jardins créoles sont installés à proximité immédiate des cases, en parcelles morcelées, de taille réduite. Ce type de paysage est présent en particulier sur les pentes des mornes du sud où le terrain est trop accidenté pour créer de véritables agglomérations. Dans ces jardins poussent pêle-mêle les arbres-à-pain, cocotiers, manguiers, agrumes qui abritent les patates douces, les taros, ignames ou le manioc et autres légumes locaux.. À ces cultures vivrières s'ajoutent des plantes aromatiques et médicinales et de l'élevage à petite échelle. Ce paysage est apparu avec l'abolition de l'esclavage, époque où les anciens esclaves se sont installés sur des lopins de terre défrichée, il s'est encore développé avec la déprise de l'industrie sucrière qui employait beaucoup d'ouvriers agricoles.

### Élevage

#### Programmes de soutien au monde agricole
Le parc naturel régional soutient le secteur agricole, en particulier avec des programmes d'aide pour:
- le développement de la culture d'anthurium, par l'amélioration technique des conditions de culture en serres et le partage d'expérience vers l'enseignement agricole.
- La plantation de haies vives dans des exploitations ovines et leur étude scientifique en lien avec l'Université-Antilles-Guyane. Depuis les années 1920, Gliciridia sepium est planté comme haie fourragère, à la pointe sud de l'île l’acacia sundra ou arrête-bœufs est le principal composant des haies.
- La réintroduction des ânes et des mulets pour le transport agricole en zone escarpée, le débardage du bois et le tourisme.

## Un parc dans les Caraïbes
Les eaux territoriales de la Martinique sont protégées par le parc naturel marin de Martinique.
Le parc naturel régional de la Martinique participe à la convention de Carthagène et plus particulièrement au programme sur l'environnement marin de la grande région Caraïbe, mis en place grâce à une convention entre la France et le Programme des nations unies pour l'environnement.
On notera une autre aire protégée dans les Antilles françaises, le parc national de la Guadeloupe.
Pour lancer son programme de coopération internationale, le PNR a mené une mission de conseil pour la réalisation d'un sentier de découverte qui traversera l’île de la Dominique du nord au sud.